# Charlotte Quensel
Anna Charlotte Quensel, född 23 oktober 1961 i Stockholm (Oscar), Stockholms stad, är en svensk riksdagsledamot för Sverigedemokraterna. Hon är barnbarn till den från Haijbyaffären kända advokaten Conrad Quensel samt brorsbarnbarn till kyrkoministern Nils Quensel.  

## Politisk karriär
Quensel är ordinarie riksdagsledamot sedan 2018. Hon är invald för Värmlands läns valkrets sedan 2022, men dessförinnan invald för Västra Götalands läns västra valkrets.
I riksdagen är hon ledamot i finansutskottet sedan 2019 och suppleant i EU-nämnden. Hon var ledamot i EU-nämnden 2021–2022 samt har varit suppleant i bland annat civilutskottet, finansutskottet, kulturutskottet, näringsutskottet och Nordiska rådets svenska delegation.